# Alatening
Alatening est une localité du Cameroun située dans le département du Mezam et la Région du Nord-Ouest. Elle fait partie de la commune de Santa.

## Population
Lors du recensement de 2005, la localité comptait 961 habitants.
Ce sont principalement des Ngemba. On y parle notamment un dialecte du ngemba.